# Flotta spagnola del tesoro

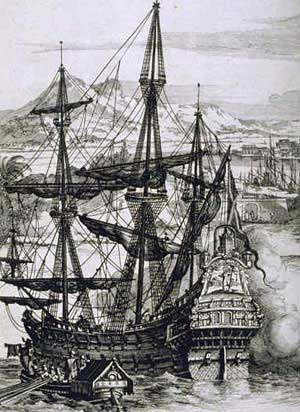
Un galeone spagnolo, come quelli utilizzati dalla Flota de Indias - ill. del XVI secolo.

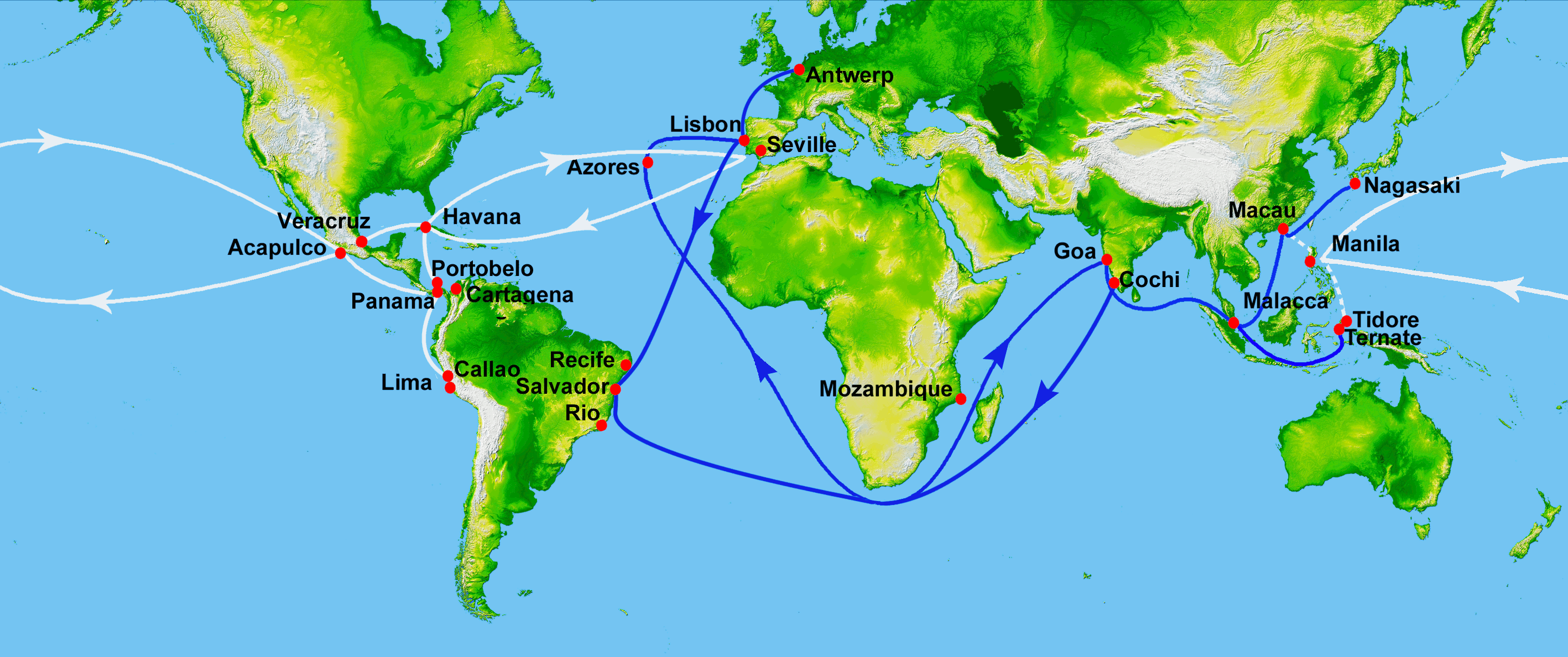
La rotta dei galeoni spagnoli (bianco): la rotta transatlantica delle Indie cominciò nel 1492, mentre la rotta transpacifica del "Galeone di Manila" cominciò nel 1565. Sovrapposte ci sono le rotte portoghesi (blu) operative dal 1498 al 1640.

La Flotta Spagnola del Tesoro (es. Flota de Tesoro Español) o Flotta Tesoriera Spagnola, più propriamente Flotta delle Indie Occidentali (es. Flota de Indias), o semplicemente La Española, era la flotta di navi organizzata dal Regno di Spagna e spedita su base annuale dalla Spagna alle colonie transoceaniche dell'impero tra il 1566 ed il 1790.
I convogli erano generiche flotte usate per trasportare vari tipi di oggetti, tra cui prodotti agricoli o anche legname, oggetti di manifattura e vari metalli ed oggetti di lusso, argento ed oro, ma anche gemme, perle, spezie, zucchero, tabacco, seta ed altri beni esotici dalle colonie spagnole alla madre patria. Gli oggetti di manifattura quali arnesi di uso quotidiano, o gli emigranti spagnoli, venivano trasportati in entrambe le direzioni. L'organizzazione della spedizione era nelle mani della Casa de Contratación: la corona tassava mercanzia e metalli preziosi al 20% (c.d. Quinto del Rey) e le colonie potevano commerciare solo con il porto designato della madre patria.
Il sistema delle flotte decadde nella seconda metà del XVIII secolo, quando anche la Spagna si aprì al libero commercio, e la Casa de Contratación fu abolita (1790).

## Antefatto

### La conquista del Nuovo Mondo
La Corona di Castiglia aveva organizzato la spedizione di Cristoforo Colombo per competere con il Portogallo per il commercio delle spezie con l'Asia ma quando Colombo sbarcò nell'isola di Hispaniola (nell'odierna Haiti ) invece che nelle Indie, la ricerca di una rotta "occidentale" per l'Asia s'impantanò. La corsa delle spezie aveva introdotto gli europei in un nuovo emisfero. Per stabilirne la sovranità, il Trattato di Tordesillas (1499) definì la spartizione tra le sfere di influenza spagnola e portoghese sul meridiano passante 370 leghe a ovest di Capo Verde. Dopo che Vasco Núñez de Balboa ebbe attraversato l'istmo di Panama (1513), raggiungendo l'Oceano Pacifico, la solidità di Tordesillas venne sgretolata dalla mancanza di un chiaro corrispettivo orientale al meridiano occidentale, doppiamente importante dato che ormai da un decennio i portoghesi, tramite la Rotta del Capo, aveva raggiunto l'Oceano Indiano.
Ferdinando Magellano, già parte della spedizione di Albuquerque a Malacca, cadde in disgrazia in Portogallo ma mantenne una corrispondenza con Francisco Serrão, stabilitosi all'Isola Ternate. Convinse re Carlo V d'Asburgo che le Molucche appartenevano alla Castiglia e si offrì di trovare la rotta che Colombo cercava invano per raggiungere le isole da ovest. Il navigatore aggirò le Americhe per lo stretto a cui diede il nome e scoprì le Filippine che chiamò "Arcipelago di San Lazzaro". La spedizione rimase per qualche tempo a Cebu, la cui popolazione si convertì al cattolicesimo, poi si lasciò trascinare in una guerra con la vicina isola di Mactan, finendo ucciso nell'aprile 1521 nella Battaglia di Mactan. Fu il suo secondo in comando, Juan Sebastián Elcano, che ebbe l'onore di attraccare a Tidore, nelle Molucche, compiendo poi la prima circumnavigazione della storia. Quando sbarcò a Siviglia, il 6 settembre 1522, solo 18 marinai su 270 erano sopravvissuti ma le stive dell'unica nave superstite, la Victoria, erano piene di chiodi di garofano. Il successo della spedizione fu soprattutto simbolico e, dopo diversi altri tentativi infruttuosi, Carlo V finì con il rinunciare alle sue pretese sulle Molucche per 350 000 ducati con il Trattato di Saragozza del 1529. Il confine orientale tra le sfere d'influenza fu fissato 17° a est dell'arcipelago, lasciando ai portoghesi il monopolio quasi assoluto del lucroso commercio delle spezie asiatiche. I mercanti di Siviglia e del Vicereame della Nuova Spagna, tuttavia, non rinunciarono così facilmente alle possibilità economiche dell'Estremo Oriente. Nel 1542, il viceré Antonio de Mendoza inviò l'esploratore Ruy López de Villalobos a conquistare le Isole Ponant. Partì questa volta dalla costa messicana e raggiunse in poche settimane Mindanao, nell'arcipelago che chiamò "Filippine" in onore dell'allora neonato Filippo II di Spagna. Si trovò però davanti ad un duplice problema all'apparenza invalicabile: politicamente, era schiacciato contro la sfera d'influenza portoghese che gli bloccava il passaggio; geograficamente, a est gli alisei gli impedivano il ritorno in America. Dopo il fallimento di Villalobos, gli spagnoli persero interesse per l'arcipelago, troppo presi dalla loro politica europea e dallo sviluppo del loro dominio nel nuovo continente.
Alla fine del 1550, il prezzo del pepe portoghese aumentò improvvisamente e Filippo II ordinò una missione per conquistare le Filippine, nella speranza di negoziare l'accesso commerciale alla preziosa spezia. Le navi comandate da Miguel López de Legazpi e Andrés de Urdaneta presero la rotta di Villalobos, cariche di perline e tessuti colorati destinati agli scambi con i nativi. La spedizione giunse a destinazione nel 1565 ma dovette accontentarsi di magri guadagni in cannella. Le Filippine, invece, diventarono definitivamente spagnole e Urdaneta scoprì da sola la via del ritorno. Per farlo, intraprese un lungo e faticoso viaggio fino alla costa giapponese, attraversando poi il Pacifico lungo il 35° di latitudine Nord fino alla California. Istituì così la rotta transpacifica spagnola, un costoso ponte che permise alla Spagna di realizzare il sogno di Cristoforo Colombo e di ottenere la sua quota di ricchezze orientali. Per 250 anni, il galeone di Manila (es. Galeón de Manila) avrebbe effettuato la tratta annuale tra le Filippine e Acapulco (Nuova Spagna) da dove le merci venivano trasportate via terra a Veracruz e da lì spedite in Spagna.

### La creazione del "sistema"

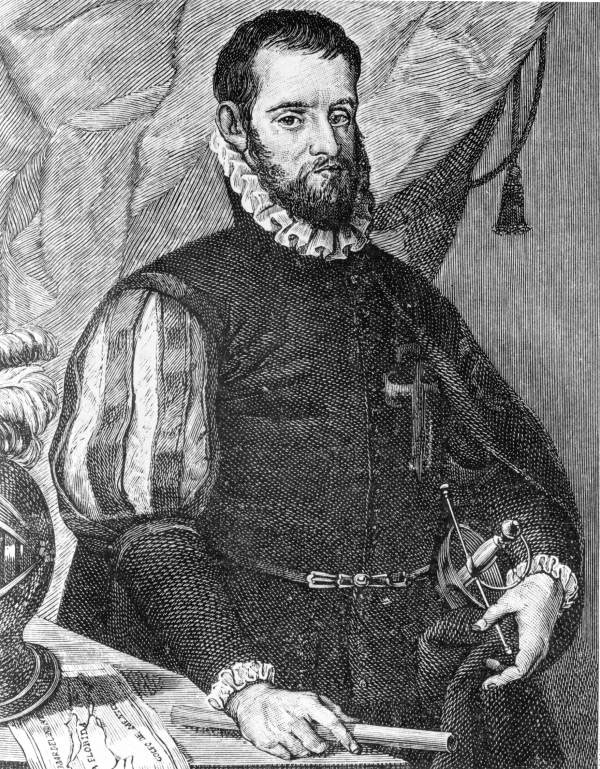
Pedro Menéndez de Avilés, inventore delle flotte del tesoro.

La necessità di difendere le navi provenienti dalle Indie fu resa evidente, per Carlo V, già nel 1522, quando Juan Florin, corsaro italiano al servizio della Francia, sequestrò due delle tre navi che Hernán Cortés inviò in patria con i tesori strappati agli aztechi. Si cominciò però solo con il raccomandare che le navi viaggiassero unite o conservate, come si diceva allora, per meglio difendersi da un possibile attacco.
Bisognoso di soldi per combattere la Guerra d'Italia del 1542-1546, Carlo V ordinò nel 1543 che i mercantili impegnati nella Carrera viaggiassero in due flotte da 10 navi di 100 tonnellate che avrebbero lasciato la Spagna in marzo e settembre, sempre scortati da una nave da guerra, armata grazie ad una tassa ad hoc, la avería. Una volta nei Caraibi, ogni mercantile si sarebbe recato nel rispettivo porto, mentre la nave da guerra avrebbe inseguito i pirati, prendendo l'Avana come base. Dopo tre mesi, tutti i mercantili si sarebbero incontrati all'Avana con la nave da guerra per tornare in patria. Divenne però subito chiaro che una nave da guerra non era sufficiente e, già quel primo anno, la flotta di ritorno in Spagna fu scortata da sei navi da guerra.
Nel 1552 la Corona stanziò due flotte da guerra lungo la Carrera, una al largo della costa andalusa e l'altra a Santo Domingo, e rimise ai capitani dei mercantili l'onere di provvedere alla propria sicurezza. I rovesci della Guerra d'Italia del 1551-1559 spinsero però Carlo V a ripristinare le flotte nel 1554. Mercantili ben armati, le c.d. "navi di registro", continuarono però a tentare la traversata in solitaria.
Il sistema dei convogli venne formalizzato dalla Corona e dalla Casa tra il 1564 ed il 1566. Le principali procedure furono definite in base ai consigli di Pedro Menéndez de Avilés, un ammiraglio con esperienza nonché consigliere personale di re Filippo II. Le flotte del tesoro navigavano lungo due tratte. La principale era la flotta dei Caraibi spagnoli o Flota de Indias, che partiva in due convogli da Siviglia, diretti a Veracruz, Portobelo e Cartagena prima di incontrarsi a L'Avana per fare insieme il viaggio di ritorno. La seconda tratta era quella transpacifica dei galeoni di Manila: da Acapulco i beni asiatici venivano mandati via nave a Veracruz, per poter poi essere imbarcate sulla prima flotta diretta in Spagna. Restavano nel frattempo in auge le due squadriglie della Corona con il compito di proteggere le flotte fra le Canarie e Cabo de São Vicente, le Armadas de la Guardia de la Carrera de las Indias.
Questo monopsonio durò per oltre due secoli, periodo in cui la Spagna divenne lo stato più ricco d'Europa. Gli Asburgo usarono la loro ricchezza per combattere guerre nel XVI e XVII secolo contro l'impero ottomano e con molte delle potenze europee. A causa dell'inflazione del XVII secolo, il flusso di metalli preziosi provenienti dalle Indie danneggiò l'economia spagnola, causando una depressione. La Spagna perse anche il supporto economico dei banchieri europei a partire dal 1690.
Anche l'importanza dell'economia delle esportazioni diminuì con il calo della produzione delle miniere di metalli preziosi nelle Americhe, quali Potosí.

## Logistica delle flotte

### Organizzazione
Con sole 17 navi nel 1550, le flotte si espansero ad oltre 50 grandi vascelli prima della fine del secolo. Nella seconda metà del XVII secolo il loro numero si era dimezzato rispetto al picco, e molte delle navi rimaste erano in rovina o comunque danneggiate. Con il riprendere dell'economia alla fine del XVII secolo, le operazioni delle flotte ripresero vigore, facendo di nuovo da traino all'economia del regno dei Borbone nel XVIII secolo.
L'organizzazione della spedizione era nelle mani della Casa de Contratación, la compagnia commerciale reale fondata nel 1503 dai re cattolici prendendo a modello la Casa da Índia con cui i monarchi portoghesi loro concorrenti gestivano e monitoravano il commercio con le colonie: ricezione delle merci; riscossione dei dazi (fond. il "Quinto del Rey" spettante alla Corona su tutti i commerci con le Americhe); assemblaggio, mantenimento e programmazione delle flotte; rapporti con i commercianti privati; corrispondenza con le fattorie; redazione documenti e gestione questioni legali. Esattamente come la sua controparte lusitana, la Casa funzionava anche come un organismo scientifico e d'insegnamento, ove venivano formati i piloti per i viaggi in America, sotto l'autorità del Piloto mayor (il primo fu Amerigo Vespucci), ed ove venivano collettate tutte le nuove scoperte geografiche per ampliare il Padrón Real, la carta geografica "reale" che fungeva da matrice per tutte le carte affidate ai capitani. L'istituzione aveva anche il ruolo di controllare gli equipaggi ed i passeggeri dei battelli, specialmente per impedire che ebrei e musulmani potessero arrivare nelle Americhe e garantire così una colonizzazione puramente cattolica delle nuove colonie: ciò avveniva tramite licenze d'imbarco (es. licencias de embarque) che non impediva certo il contrabbando, la corruzione e le partenze clandestine. In ultimo, la Casa giudicava le cause provenienti dai Juzgado general de bienes de difuntos, i tribunali dei beni dei defunti presenti nelle varie Audiencia dei territori coloniali, raccogliendo i beni ereditari dei migranti iberici morti senza eredi nelle Americhe o nelle Filippine per consegnarli ai loro legittimi eredi in patria.

L'assicurazione marittima era ancora sottosviluppata ma ben nota nella Penisola iberica e la sua pratica ebbe larga diffusione grazie ai portoghesi, divenendo poi consueta tra gli spagnoli dopo l'Unione iberica.

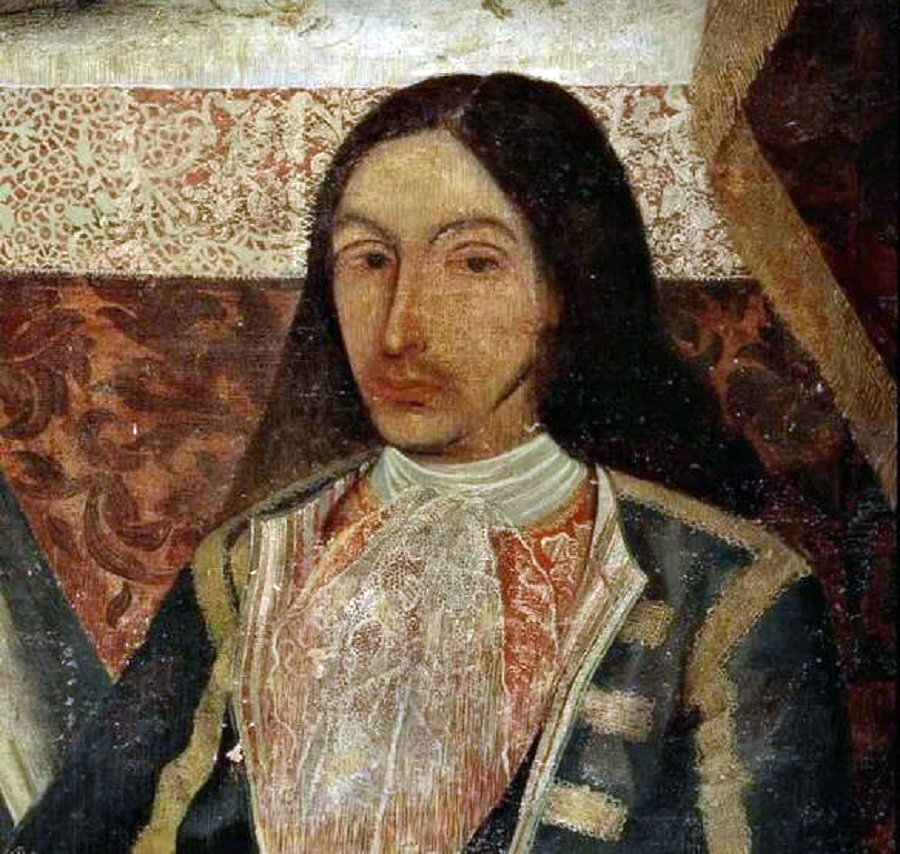
Lo spagnolo Amaro Pargo, corsaro e commerciante, è stata una delle figure più importanti della flotta indiana.

Soprattutto nel XVIII secolo, era piuttosto comune che imprenditori privati collaborassero all'allestimento ed alla conduzione delle flotte. Tra il 1703-1705 iniziò per es. la partecipazione nella Flota de Indias di Amaro Pargo, titolare e capitano della fregata El Ave María y Las Ánimas con cui navigava dal porto di Santa Cruz de Tenerife a L'Avana. Gli utili di questo commercio canarino-americano furono reinvestiti dall'imprenditore nei campi destinati principalmente alla coltivazione della vite, in particolare la Malvasia vidueño, la cui produzione (principalmente di vidueño) fu introdotta nelle Americhe. Pargo fu una delle più importanti figure storiche di coloro che hanno partecipato questa rotta commerciale.
Per legge, le colonie potevano commerciare solo con il porto designato della madre patria. Sebbene operasse attraverso fattori (es. factores) e mantenesse fattorie (es. factorías) ad Anversa e Bruges, la Corona di Castiglia basò la sua espansione coloniale sulla conquista territoriale, quindi non si limitò a stabilire avamposti fortificati come le feitorias portoghesi ma procedette all'occupazione del suolo straniero creandovi domini inquadrati nel sistema governativo centrale europeo come possedimenti extra-marini.

### Navi
La necessità di navi per la rotta transpacifica costrinse gli spagnoli ad allestire cantieri ed arsenali nelle loro colonie più orientali, come avevano già fatto i portoghesi nelle medesima acque per garantirsi il monopolio sull'Oceano Indiano. Tra il 1609 e il 1616, nei neonati cantieri navali delle Filippine spagnole furono costruiti 9 galeoni e 6 galee. Il costo medio era di 78.000 pesos per galeone e richiedeva almeno 2.000 alberi. Tra le navi costruite figurano: il San Juan Bautista, San Marcos, Nuestra Senora de Guadalupe, Angel de la Guardia, San Felipe, Santiago, Salbador, Espiritu Santo e San Miguel. Nel decennio 1729-1739, lo scopo principale del cantiere navale Cavite fu la costruzione e l'allestimento dei galeoni per il traffico commerciale da Manila ad Acapulco. A causa dell'elevata redditività della rotta ma del lungo tempo di percorrenza della Rotta di Manila, era essenziale costruire galeoni quanto più grandi possibili, facendone la classe di navi europee mai costruite fino ad allora. Nel XVI secolo, avevano una stazza lorda media di 1.700-2.000 tonnellate, erano costruiti con legni duri filippini e potevano trasportare 300-500 passeggeri. La Concepción, naufragata nel 1638, era lunga 43 fino a 49 m (141 ft 1 in fino a 160 ft 9 in) e dislocava circa 2.000 tonnellate. La Santísima Trinidad era lunga 51,5 metri (169 ft 0 in). La maggior parte delle navi furono costruite nelle Filippine e solo otto in Messico.

### Perdite
Nonostante si pensi che molti galeoni spagnoli siano stati catturati da corsari inglesi ed olandesi, ben poche navi finirono in mano nemica durante il lungo periodo delle flotas. Solo Piet Pieterszoon Hein riuscì a catturare una flotta nella battaglia della baia di Matanzas (1628), portando l'intero carico nella Repubblica delle Sette Province Unite. Nel 1656 e nel 1657 Robert Blake distrusse alcune navi, ma gli spagnoli salvarono molto dell'argento che era a bordo, e l'ammiraglio inglese riuscì a impossessarsi di un solo galeone. La flotta del tesoro del 1702 fu distrutta nella battaglia della Baia di Vigo quando fu sorpresa in porto, ma gli spagnoli avevano già scaricato quasi tutto il carico. Nessuno di questi attacchi avvenne in mare aperto. Nel caso dei galeoni di Manila, solo quattro furono catturati dalle navi da guerra britanniche: La Santa Anna da Thomas Cavendish nel 1589, la Encarnación nel 1710, la Covadonga da George Anson nel 1743 e la Santísima Trinidad nel 1762. Altri due attacchi britannici furono sventati dalla Rosario nel 1704 e dalla Begonia nel 1710. Queste perdite e quelle dovute agli uragani si dimostrarono comunque pesanti colpi dal punto di vista economico. Comunque le flotte del tesoro si dimostrarono in generale una delle migliori operazioni navali della storia.
I relitti delle navi del tesoro spagnole, affondate in battaglie navali e da tempeste (soprattutto quelle del 1622, 1715 e 1733) sono uno dei principali obiettivi dei moderni cacciatori di tesori. Molte navi, come la Nuestra Señora de Atocha, sono state recuperate.

### Equipaggio
L'ammiraglio della flotta (es. general de Galeones) era nominato direttamente dalla Corona, a volte per uno specifico viaggio, a volte a vita. A suo diretto riporto c'erano il vice-ammiraglio della flotta (es. general de Flota), nominato dalla Casa, e l'ammiraglio di squadra dei galeoni (es. almirante de Galeones). Tra gli alti ufficiali figuravano anche il contador, controllore generale dell'armata, il gobernador de tercio, il comandante del reggimento di fanteria distribuito nei galeones, e il tesoriere (es. maestre de plata).
I comandanti delle singole unità navali, i capitanes, riportavano al general o al almirante a seconda della tipologia di legno che comandavano. Insieme alla flotta viaggiava un ufficiale che rappresentava il Re e si assicurava che tutte le ordinanze della Corona venissero osservate, il veedor, chiamato veedor general se assegnato ai galeoni. Ogni nave disponeva anche di un cherusico, il meno pagato di tutti gli ufficiali.
Altra figura importante su ogni nave era lo scrivano (es. escribano), inviato della Casa con il compito di annotare ogni articolo caricato a bordo ed il relativo porto d'imbarco. I registri venivano ricompilati al rientro dell'armata a Siviglia ed il tutto doveva essere inviato alla Casa che consegnava a cadenza annuale i libri alla Corona per il suo controllo.
I marinai avevano un'età media di 28-29 anni mentre i più anziani avevano tra i 40 e i 50 anni. I mozzi erano bambini che entravano in servizio per lo più all'età di 8 anni, molti erano orfani o poveri presi dalle strade di Siviglia, Manila o qua e là nel Messico. Gli apprendisti erano più vecchi dei mozzi e, in caso di successo, sarebbero stati certificati marinai all'età di 20 anni. Per i funzionari di Manila era difficile trovare uomini che equipaggiassero le loro navi per tornare ad Acapulco. Molti indios di origine filippina o del sud-est asiatico costituivano la maggioranza dell'equipaggio. C'erano poi deportati e criminali provenienti dalla Spagna e dalle colonie: molti criminali furono infatti condannati a servire sulle navi del Re. Meno di un terzo dell'equipaggio era spagnolo e di solito occupavano posizioni chiave a bordo dei Galeoni di Manila.
Al porto, le merci venivano scaricate dai portuali indigeni e il cibo veniva spesso fornito localmente. Ad Acapulco, l'arrivo dei galeoni forniva lavoro stagionale ai portuali, tipicamente uomini neri liberi ben pagati per il loro lavoro massacrante, e agli agricoltori delle haciendas messicane che aiutavano a rifornire le navi di cibo prima dei viaggi. A terra, i viaggiatori erano spesso alloggiati in locande (es. mesones) e le merci venivano trasportate da mulattieri, il che offriva opportunità agli indigeni in Messico. Tramite i galeoni, l'America coloniale spagnola si legava alla più ampia economia globale.

### Compensazione e bottino
- general de Galeones: 8000 ducati l'anno. Dalla seconda metà del XVII secolo, quando il commercio con le Indie iniziò a decadere, i candidati alla carica anticipavano alla Corona 100000 pesos, da rifondersi loro nelle colonie con un interesse del 8%, per assicurarsi la nomina.[32]
- general de Flota: 4000 ducati l'anno.[32]
- cherusico: 300 ducati.[32]

## Il commercio asiatico-americano
L'archeologia marittima ha dimostrato che la quantità di beni trasportati era sempre di molto superiore a quanto dichiarato nell'Archivo General de Indias. I mercanti spagnoli e gli scaricatori (cargadores) sfruttavano il contrabbando per trasportare merci senza essere tassati.
| Partenza | Arrivo    | 1550      | 1600       | 1700      | 1790       |
| -------- | --------- | --------- | ---------- | --------- | ---------- |
| Peru     | Havana    | 1,650,000 | 8,000,000  | 4,500,000 | minor      |
| Colombia | Havana    | 500,000   | 1,500,000  | 1,500,000 | 2,000,000  |
| Messico  | Havana    | 850,000   | 1,500,000  | 3,000,000 | 18,000,000 |
| Havana   | Spagna    | 3,000,000 | 11,000,000 | 9,000,000 | 20,000,000 |
| Europa   | Asia      | 2,000,000 | 1,500,000  | 4,500,000 | 7,000,000  |
| Peru     | Acapulco  | –         | 3,500,000  | ?         | ?          |
| Acapulco | Filippine | –         | 5,000,000  | 2,000,000 | 3,000,000  |

L'aumento dell'oro e dell'argento sperimentato dalla Spagna coincise con un importante ciclo inflazionistico di portata europea noto come rivoluzione dei prezzi. La Spagna aveva accumulato grandi quantità di oro e argento dal Nuovo Mondo. Nel 1540 iniziò l'estrazione su larga scala dell'argento dal Guanajuato. Con l'apertura delle miniere d'argento di Zacatecas e Potosí in Bolivia nel 1546, grandi spedizioni di argento divennero la leggendaria fonte di ricchezza spagnola. Durante il XVI secolo, la Spagna deteneva l'equivalente di 1,5 trilioni di dollari USA (stime al 1990) in oro e argento della Nuova Spagna. Essendo il monarca europeo più potente in un'epoca piena di guerre e conflitti religiosi, il re di Spagna spendevano la ricchezza in guerre e arti in tutta Europa. "Qui ho imparato un proverbio", disse un viaggiatore francese nel 1603: "Tutto è caro in Spagna tranne l'argento". L'argento speso, improvvisamente diffuso in un'Europa precedentemente affamata di denaro, causò inflazione diffusa, aggravata da una crescita demografica con un livello di produzione statico, bassi salari e un aumento del costo della vita a danno dell'industria locale. La Spagna divenne sempre più dipendente dalle entrate dell'impero mercantile nelle Americhe e sperimentò la prima bancarotta nel 1557 a causa dell'aumento dei costi militari. Filippo II di Spagna fu inadempiente nei pagamenti del debito nel 1557, 1560, 1575 e 1596. L'aumento dei prezzi dovuto alla circolazione monetaria alimentò la crescita della classe media commerciale in Europa, la borghesia, che arrivò a influenzare la politica e la cultura di molti paesi nei secoli successivi.

### Centri di raccolta
Come nell'antico sistema delle carovane, anche il sistema spagnolo delle flotte si appoggiava su fiere organizzate nei principali porti coloniali visitati dai galeones. «La vendita e lo scambio si solevano fare nel corso di 60 giorni, il tempo di durata della fiera», al termine della quale le navi caricavano e prendevano il primo vento utile per la Spagna. La fiera maggiore era quella di Portobelo (Panama), ove confluivano i tesori provenienti dal Perù e dal Guatemala. Seconda per importanza era quella di Vera Cruz, il terminale dei carichi d'argento spostati a dorso di mulo dalle miniere messicane e dei prodotti sbarcati ad Acapulco dai Galeoni di Manila: sete, coloranti, spezie, porcellane e pietre preziose.

### Centri di smercio

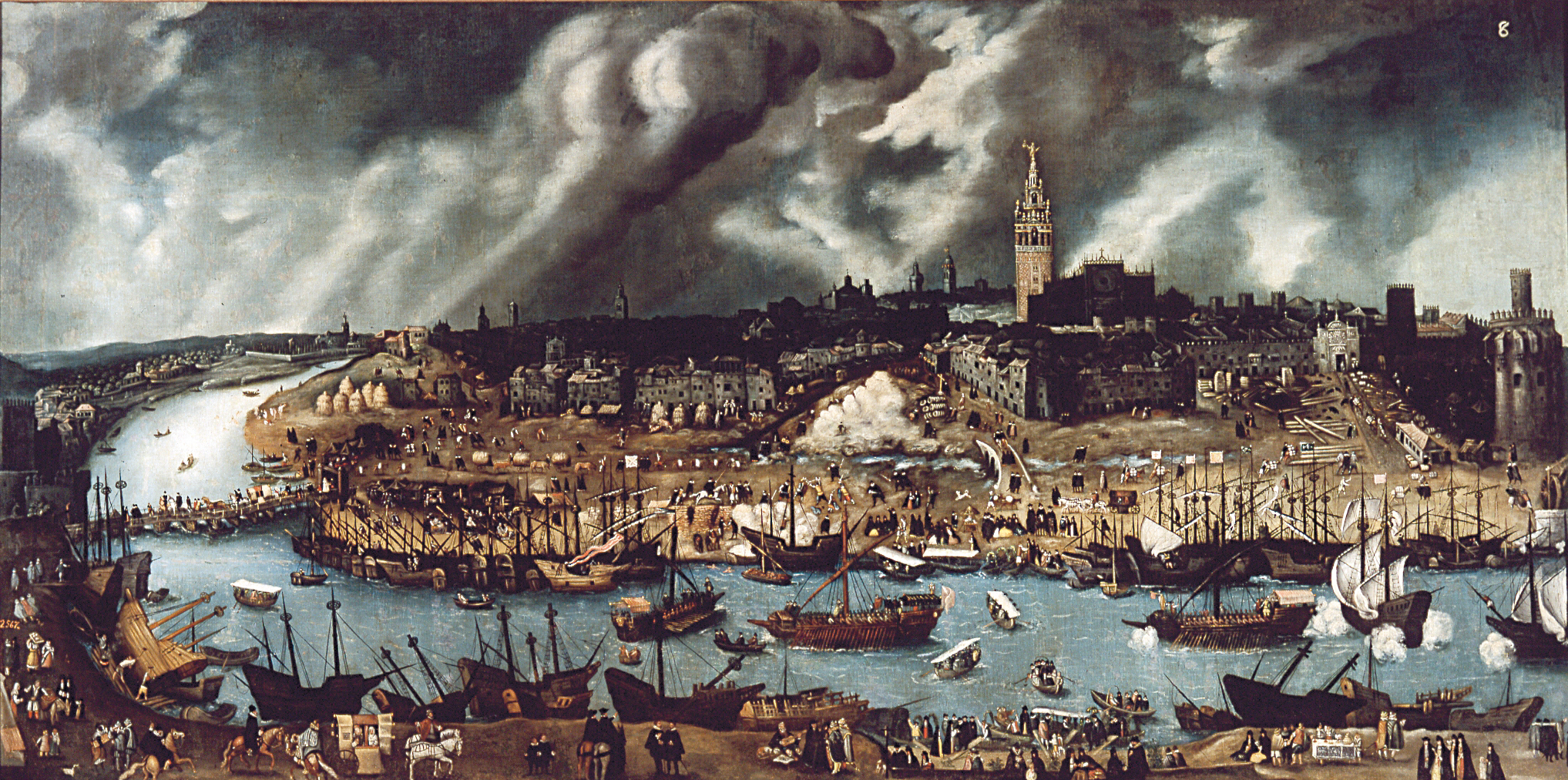
Vista di Siviglia nel XVI secolo.

Con la scoperta dell'America, Siviglia raggiunse l'apice della sua storia quale sede della Casa de Contratación, l'organismo commerciale che deteneva il monopolio delle merci delle colonie americane giunte a bordo dei bastimenti alla foce del Guadalquivir dopo la traversata atlantica e da lì, lungo il fiume, fino all'immenso scalo della città. Si trattò di una scelta tanto incredibilmente infelice, da un punto di vista logistica, da essere ancora oggi quasi incomprensibile: dislocata circa 80 miglia a monte del Guadalquivir, un fiume tortuoso e di difficile navigabilità, sempre parzialmente bloccato alla foce dalla barra di Sanlúcar de Barrameda. In questo periodo Siviglia divenne la città più ricca e cosmopolita della Spagna, la monarchia di fatto più potente d'Europa. Nel Siglo de Oro Siviglia raggiunse i 150 000 abitanti, fu terminata la cattedrale e fondata l'università. Tre fatti importanti segnarono il XVII secolo della città: la Grande peste di Siviglia del 1649 che ridusse di metà la popolazione cittadina; l'illuminazione delle zone più importanti della città con lampade ad olio; e l'impantanamento del Guadalquivir che dal 1680 divenne non navigabile, determinando il trasferimento della Casa de Contratación nel porto di Cadice agli inizi del XVIII secolo e la conseguente decadenza di Siviglia che mantenne solo qualche monopolio commerciale come quello del tabacco per il quale venne edificata un'immensa fabbrica ora sede dell'università.
Sebbene l'impero fosse ormai in declino, Cadice, nuovo centro propulsore delle flotte del tesoro, visse un'età dell'oro grazie alla sua nuova importanza, ratificata dallo spostamento ivi della Casa de Contratación nel 1717. La città era da secoli uno dei porti principali della Penisola e, in Epoca Moderna, era stata coinvolta nei numerosi conflitti nautici con il Regno d'Inghilterra e le Province Unite (oltre ad avere inizialmente conteso e poi sempre osteggiato la preminenza di Siviglia). Divenne ora una delle città più grandi e cosmopolite della Spagna e sede di comunità commerciali provenienti da molti paesi, i più ricchi dei quali erano gli irlandesi. Molti degli edifici storici odierni nella Città Vecchia risalgono a quest'epoca. Il 12 ottobre 1778, il diritto di commerciare con le Americhe fu esteso alla maggior parte dei porti della Spagna continentale, ponendo fine al monopolio del commercio fino a quel momento di cui godeva il porto della baia di Cadice.

## La fine
Il commercio spagnolo di beni e metalli preziosi fu minacciato fino alla metà del XVIII secolo dai rivali coloniali della Spagna che costruirono piccole basi navali nelle Indie Occidentali spagnole. Gli inglesi si impossessarono di piccole isole quali Saint Kitts e Nevis nel 1624, ponendo un embargo alla Giamaica nel 1655; i francesi presero Santo Domingo nel 1625 e gli olandesi Curaçao nel 1634. Nel 1739 l'ammiraglio Edward Vernon saccheggiò Portobelo ma nel 1741 la sua massiccia campagna contro Cartagena de Indias finì con un tracollo. Nel 1762 gli inglesi occuparono per breve tempo L'Avana e Manila, obbligando gli spagnoli a modificare il loro comportamento usando molte piccole flotte che facevano visita a tanti porti. Solo due anni dopo (1764) L'Avana e Manila erano tornate in mano spagnola, ed il traffico atlantico e pacifico ritornò normale.
Carlo III di Spagna iniziò a diminuire l'uso del sistema delle flotte nel 1765. Nel 1780 la Spagna aprì alle proprie colonie il libero commercio. Nel 1790 venne abolita la Casa de Contratación. L'ultima flotta del tesoro regolare salpò quello stesso anno. In seguito piccoli gruppi di fregate furono assegnati al trasporto di lingotti quando necessario.
La storia del galeone di Manila ebbe termine allorché il Messico ottenne l'indipendenza dalla Spagna, nel 1821, e la Spagna non ebbe più il controllo diretto delle Filippine, gestito dopo il 1869 attraverso il Canale di Suez con le navi a vapore. I rapporti tra Messico e Filippine si avvantaggiarono molto grazie a questa linea di navigazione, e la cultura ispanica delle Filippine si avvicina alla cultura messicana più di ogni altra. Anche dopo l'indipendenza del Messico, le due nazioni hanno proseguito gli scambi: il Galeone di Manila ha viaggiato nell'Oceano Pacifico per quasi tre secoli, portando alla Spagna il carico di beni di lusso, ma favorendo anche gli scambi economici e culturali tra Oriente e Occidente.

### Esplicative
1. ↑  Nel maggio 1293, Dionigi del Portogallo stabilì la Sociedade de Mercadores Portugueses con clausola di aiuto mutuale su modello di quanto praticato in Italia, spec. presso la Repubblica di Genova e la Repubblica di Pisa. Nel 1380 Ferdinando I del Portogallo fondò la compagnia di navigazione Companhia das Naus con uno schema assicurativo secondo il quale i membri-commercianti (essenzialmente tutti gli armatori e i mercanti che equipaggiano navi sopra le 50 t) contribuivano con un'aliquota fissa del 2% dei proventi del nolo come premio a un fondo centrale (Bolsa de Seguros), dal quale erano ridistribuiti i rimborsi dei sinistri. Intorno al 1488, Pedro de Santarém (Petrus Santerna), console portoghese in Italia, scrisse forse il primo trattato, De assecurationibus (pubblicato nel 1552-1553), che delinea la teoria e i principi alla base dell'assicurazione marittima. Intorno al 1578, il cardinale-re Enrico istituì il Consulado, un tribunale dedicato ai casi di assicurazione marittima - v.si (EN) Souza TR de, Marine Insurance and Indo-Portuguese Trade: An aid to maritime historiography, in The Indian Economic and Social History Review, vol. 14, 1977,  pp. 377-84..
2. ↑  Inizialmente soppresso dall'Unione Iberica del 1580, il Consulado di Enrico I del Portogallo fu resuscitato da Filippo II di Spagna nel 1593, quando il re stabilitì che un contratto assicurativo marittimo necessitava la firma di un funzionario reale (comissário de seguros) per essere ritenuto valido nei tribunali. Questo era il quadro normativo dell'assicurazione marittima attiva ai tempi delle Armate d'India. Gli sviluppi successivi includono l'istituzione di una casa di assicurazioni (Casa de Seguros) come organo della Junta do Comércio Geral (Consiglio del Commercio Generale) da parte del principe-reggente Pietro II del Portogallo nel 1668, successivamente sostituita dalla Mesa do Bem Comum do Comércio ("Ufficio del Commercio") nel 1720. Intorno al 1750, il marchese de Pombal persuase la Corona a riunire la vecchia casa in una nuova entità, la Real Junta do Comércio (Giunta reale del Commercio) - v.si Souza 1977.
3. ↑  Solo le navi del tesoro cinesi avevano, sino ad allora, superato tali dimensioni.

### Bibliografiche
1. ↑  Robert Marx, Treasure lost at sea: diving to the world's great shipwrecks, Firefly Books, 2004, pag. 66, ISBN 1552978729
2. ↑  Robert Marx, The treasure fleets of the Spanish Main, World Pub. Co., 1968
3. 1 2  Walton 2002, p. 226.
4. 1 2  Walton 2002, p. 30.
5. 1 2  Walton 2002, p. 180.
6. 1 2  (FR) Robert Dumas, Le tour du monde de Magellan et Elcano (Conférence auprès de l'Académie des Sciences et Lettres de Montpellier) (PDF).
7. 1 2  Chaunu 1951.
8. ↑  (FR) Birlouez E, La quête des épices, moteur de l’histoire, in Phytothérapie, vol. 10, n. 2, aprile 2012,  pp. 74-79, DOI:10.1007/s10298-012-0693-2, ISSN 1624-8597 (WC · ACNP).
9. ↑  Peterson 1979, pp. 58-59.
10. ↑  Peterson 1979, p. 59.
11. 1 2  Walton 2002, pp. 46-47.
12. ↑  (EN) Cathal Nolan, The age of wars of religion, 1000-1650: an encyclopedia of global warfare and civilization, Greenwood Publishing Group, 2006,  p. 177, ISBN 0313337330.
13. ↑  (EN) Miranda Borrell, The grandeur of Viceregal Mexico: treasures from the Museo Franz Mayer, University of Texas Press, 2002,  p. 23, ISBN 0890901074.
14. ↑  Peterson 1979, p. 60.
15. ↑  (EN) David B. Danbom, Born in the country: a history of rural America, JHU Press, 2006,  p. 20, ISBN 0801884586.
16. ↑  Walton 2002, pp. 84-85.
17. ↑  Walton 2002, p. 145.
18. ↑  Walton 2002, p. 136.
19. ↑  Walton 2002, p. 138.
20. ↑  Walton 2002, p. 177.
21. ↑   Ordenanzas Reales para la Casa de la Contratación de Sevilla (1552), su Cátedra de Historia y Patrimonio Naval, 16 settembre 2016. URL consultato il 9 giugno 2017.
22. ↑  Diffie 1977, pp. 38 e 101.
23. ↑   Manuel De Paz Sánchez e Daniel García Pulido, El corsario de Dios. Documentos sobre Amaro Rodríguez Felipe (1678-1747), Francisco Javier Macías Martín (ed.), Documentos para la Historia de Canarias, Canarias, Archivo Histórico Provincial de Santa Cruz de Tenerife, 2015, ISBN 978-84-7947-637-3. URL consultato l'8 giugno 2016.
24. ↑  (EN) Shirley Fish, The Manila-Acapulco Galleons: The Treasure Ships of the Pacific, AuthorHouse, 2011,  pp. 128–130, ISBN 9781456775421.
25. ↑  (EN) Ivan Valdez-Bubnov, Crown, trade, church and indigenous societies: The functioning of the Spanish shipbuilding industry in the Philippines, 1571-1816, su academia.edu.
26. ↑  Walton 2002, p. 121.
27. ↑  Walton 2002, p. 129.
28. ↑  Walton 2002, pp. 154-155.
29. ↑  Murray 1976.
30. ↑  Walton 2002, p. 189.
31. ↑  Walton 2002, pp. 216-217.
32. 1 2 3 4 5  Peterson 1975, p. 61.
33. ↑  Peterson 1975, p. 55.
34. ↑  (EN) Jillette Leon-Guerrero, Manila Galleon Crew Members, su guampedia.com. URL consultato il 18 ottobre 2019.
35. ↑  (EN) Tatiana Seijas, Inns, mules, and hardtack for the voyage: the local economy of the Manila Galleon in Mexico, in Colonial Latin American Review, vol. 25, 2 gennaio 2016,  pp. 56-76, DOI:10.1080/10609164.2016.1180787, ISSN 1060-9164 (WC · ACNP).
36. ↑  María Guadalupe Carrasco González, Comerciantes y casas de negocios en Cádiz, 1650-1700, Servicio Publicaciones UCA, 1997, pp. 27-30, ISBN 8477864632
37. ↑  Walton 1994, pp. 43-44.
38. ↑  Braudel 1985, p. 171.
39. ↑  Tracy 1994, p. 655.
40. ↑  Braudel 1985, pp. 523-525.
41. ↑  Alcedo, IV. 201.
42. ↑  Peterson 1975, p. 80.
43. ↑  Haring 1918, p. 10.
44. ↑  (EN) H. Micheal Tarver (a cura di), Spanish Empire: A Historical Encyclopedia, ABC-CLIO, 2016, ISBN 9781610694223.
45. ↑  Peterson 1979, p. 53.
46. ↑  (ES) Mª. del Mar Barrientos García, Cádiz, su puerto y su bahía: la aplicación de las leyes de libre comercio, in Trocadero, Cadice, Editorial UCA, 2010,  p. 238, DOI:10.25267/Trocadero.2010.i21.i22.14.
47. ↑  (EN) Thomas Buckle, History of civilization in England, vol. 2, Parker, Son and Bourn, 1861,  pp. 93-94.

### Fonti primarie
- (ES) Antonio de Alcedo, Diccionario geográfico-histórico de las Indias Occidentales, 5 v., Madrid, 1786-1789. ed. (EN) Antonio de Alcedo, The geographical and historical dictionary of America and the Weste Indies, traduzione di G.A. Thompson, 5 v., Londra, 1812.
- (EN) Thomas Gage, The English-American, His Travail by Sea and Land, or a New Survey of the West Indies, Londra, 1928  [1648].

### Studi
In italiano
- Mendel L. Peterson, La flotta dell'oro, Milano, Rizzoli, 1979  [1975], ISBN 1561642614.

In altre lingue
- (EN) F Braudel, The perspective of the world, University of California Press, 1992  [1985], ISBN 978-0-520-08116-1. URL consultato il 16 giugno 2011.
- (EN) Diffie B e Winius GD, Foundations of the Portuguese Empire, 1415–1580, University of Minnesota Press, 1977, ISBN 0-8166-0782-6.
- (EN) Clarence H Haring, Trade and navigation between Spain and the Indies in the time of the Hapsburg, Harvard University Press, 1918.
- (ES) Manuel Lucena Giraldo, La Flota de Indias, collana Información e Historia, n. 16, S.L. Historia, 1996, ISBN 84-7679-286-7.
- (EN) Paul Murray, The Spanish Mariners: From the Discovery of America to Trafalgar. 1492-1805. Observations and Reflections, 1976.
- (EN) Timothy R. Walton, The Spanish Treasure Fleets, Pineapple Press Inc, 2002, ISBN 1561642614.
- (EN) Cynthia Zarin, Green Dreams, in The New Yorker, 21 novembre 2005,  pp. 76-83.